# La clemenza di Scipione
La clemenza di Scipione è un'opera seria in tre atti del compositore tedesco Johann Christian Bach, basata su un libretto di autore ignoto.
Come è possibile notare in modo analogo anche negli altri lavori teatrali londinesi di Bach, ne La clemenza di Scipione la forma dell'aria con da capo venne totalmente bandita, a favore dell'impiego di una varietà di forme e di un uso sempre maggiore di cori, al fine di venir incontro al gusto inglese dell'epoca. In questo modo egli ottenne un senso maggiore del movimento e dell'andamento drammatico dell'opera. Altra particolarità degna di nota di questo lavoro teatrale è l'integrazione dell'ouverture nel coro finale del terzo atto.

## Struttura musicale dell'opera
- Atto I
  - Sinfonia
  - Scena I
    - Recitativo: Cessate, ormai cessate (Scipione)
    - Coro: S'oda il suon di trombe guerriere

  - Scena II
    - Recitativo: Questo, o Scipio (Marzio, Arsinda, Scipione, Idalba)
    - Aria: Confusa, abbandonata (Arsinda)

  - Scena III
    - Recitativo: Magnanimo Scipio (Idalba, Scipione)
    - Aria: Allorché il vincitore (Idalba)

  - Scena IV
    - Recitativo: Lode al Ciel giunse alfine (Scipione, Marzio)
    - Marcia
    - Recitativo: Il forte (Luceio, Marzio, Scipione)
    - Aria: Parto, ma serbo in mente (Luceio)

  - Scena V
    - Recitativo: Amico, comprenderesti (Scipione, Marzio)
    - Aria: Alma nata in riva al Tebrio (Scipione)

  - Scena VI
    - Recitativo: Ancor non giunge Idalba (Marzio, Idalba)
    - Aria: Pugna il guerriero in campo (Marzio)

  - Scena VII
    - Aria: Dal dolor cotanto oppressa (Arsinda)
    - Recitativo: Stelle! Chi mi riscuote? (Arsinda)

  - Scena VIII
  - Recitativo: Adorata mia sposa (Luceio, Arsinda)
  - Recitativo: Me infelice! (Luceio, Arsinda)
  - Duetto: Deh quel pianto ormai tangente (Luceio, Arsinda)
- Atto II
  - Scena I
    - Recitativo: No, più dubbio non v'è (Marzio, Idalba)

  - Scena II
    - Recitativo: M'è già noto per prova (Idalba)
    - Aria: Nell'oggetto che m'accende (Idalba)

  - Scena III
    - Recitativo: Vieni, siegui i miei passi (Arsinda, Luceio)

  - Scena IV
    - Recitativo: Fermati, ingrato (Scipione, Luceio)
    - Coro: Provi l'albero infido
    - Recitativo: E nessuno sa dirmi (Arsinda, Marzio)

  - Scena V
    - Recitativo: Alceste? (Arsinda, Luceio, Scipione, Marzio)
    - Aria: Fra le catene avvinto (Scipione)

  - Scena VI
    - Recitativo: Barbare inique stelle! (Arsinda, Luceio, Marzio)
    - Recitativo: Alfine forza è ch'io parta (Luceio)
    - Aria: Frena le belle lagrime (Luceio)

  - Scena VII
    - Recitativo: Principessa, che tardi? (Marzio, Arsinda)
    - Aria: Non odi consiglio (Marzio)

  - Scena VIII
    - Recitativo: Misera! Che far deggio? (Arsinda, Idalba)

  - Scena IX
    - Recitativo: E ancor paga non sei (Arsinda)
    - Aria: Infelice! In van m'affanno (Arsinda)

  - Scena X
    - Recitativo: Marzio, Arsinda dov'è? (Scipione, Marzio, Arsinda)

  - Scena XI
    - Recitativo: Che si brama da me? (Luceio, Scipione, Marzio, Arsinda)
    - Terzetto: Tu mi deridi, altero (Arsinda, Scipione, Luceio)
- Atto III
  - Scena I
    - Aria: Dei pietosi, in tal cimento (Luceio)
    - Recitativo: Ma del carcere oscuro (Luceio)

  - Scena II
    - Recitativo: Luceio, idolo mio (Arsinda, Luceio, Marzio)
    - Recitativo: Dunque il Ciel mi condanna (Arsinda, Luceio)
    - Aria: Nel partir, bell'idol mio (Luceio)

  - Scena III
    - Recitativo: Sposo amato - Luceio! (Arsinda)
    - Aria: Ah si vada (Arsinda)

  - Scena IV
    - Recitativo: Di Nemesi quest'è (Scipione, Marzio, Idalba)

  - Scena ultima
    - Marcia
    - Recitativo: Prence, intendesti (Scipione, Luceio)
    - Coro:  I suoi strali teror de' mortali
    - Recitativo: Oh, delle colpe (Sommo Sacerdote, Idalba, Luceio, Scipione, Arsinda)
    - Quintetto e Coro: Se mesti, e dolenti

## Successo dell'opera
L'opera fu rappresentata per la prima volta il 4 aprile 1778 al King’s Theatre di Londra ed è l'ultimo lavoro teatrale che il Bach londinese compose per la capitale inglese, nonché complessivamente la sua penultima opera; infatti, l'anno successivo, con la messa in scena della tragédie lyrique Amadis de Gaule a Parigi, terminò la propria carriera d'operista, che lo aveva visto attivo per quasi vent'anni nei teatri dapprima italiani e, successivamente, londinesi.
La clemenza di Scipione è generalmente considerata la miglior opera che J.C. Bach compose per Londra e comunque quella che riscosse maggior successo. A testimonianza di ciò, il dramma venne ripreso e rimesso in scena nel medesimo teatro nel 1805, diversi anni dopo la scomparsa dell'autore, probabilmente grazie all'appoggio del famoso soprano Elisabeth Billington, figlia d'una allieva del compositore (caso eccezionale per l'epoca, in quanto le opere usualmente rimanevano in auge solo per un breve periodo).

### Ripresa in tempi moderni e registrazione
Il dramma in tempi moderni fu rappresentato per la prima volta (e registrato) il 22 settembre 2000 allo Stadttheater di Mönchengladbach; l'esecuzione fu affidata all'orchestra Das Kleine Konzert sotto la direzione di Hermann Max, mentre il cast fu composto da Linda Perillo (Arsinda), Christine Wolff (Idalba), Jörg Weschinski (Lucesio), Markus Schäfer (Scipione) e Hans Jörg Mammel (Marzio).